# Burni Rajawali (berg i Indonesien, lat 4,52, long 97,12)
Burni Rajawali är ett berg i Indonesien.   Det ligger i provinsen Aceh, i den västra delen av landet, 1 600 km nordväst om huvudstaden Jakarta. Toppen på Burni Rajawali är 1 942 meter över havet, eller 597 meter över den omgivande terrängen. Bredden vid basen är 7,6 km.
Terrängen runt Burni Rajawali är kuperad åt sydväst, men åt nordost är den bergig.Runt Burni Rajawali är det mycket glesbefolkat, med 3 invånare per kvadratkilometer. I omgivningarna runt Burni Rajawali växer i huvudsak städsegrön lövskog.